# 김진희 (아나운서)
김진희(金眞熙, 1979년 11월 15일~)는 대한민국의 아나운서다.

## 학력
- 안양여자중학교 졸업
- 안양여자고등학교 35회 졸업
- 중앙대학교 응용통계학과 학사(1998학번)

## 경력
| 연도        | 사항                                                                    |
| ----------- | ----------------------------------------------------------------------- |
| 2004. 10~   | KBS 공채 30기 아나운서                                                  |
| 2005. 1~9   | KBS춘천방송총국 아나운서 지역근무                                       |
| 2005. 10~   | KBS 아나운서실 아나운서                                                 |
|             | 한국언론인연합회 홍보자문위원                                           |
| 2007.04 .24 | KBS 봄개편 설명회 참석자                                                |
| 2008.12 .15 | 2008 대한민국 아나운서 대상' 시상식 참석                                |
| 2012.04.15  | 뉴시스 공감콘서트 사회자                                                |
| 2012.12.17  | 제18대 대통령 선거 개표방송 기자간담회 참석                             |
| 2014.12 .01 | KBS 아나운서 100인 100색 설명회 참석                                    |
| 2018.06.13  | 제7회 전국동시지방선거날인 13일 서울 한남초등학교 제3투표소를 찾아 투표 |
| 2022.11.11  | 제27회 농업인의 날 기념식 사회자                                        |

## 방송

### TV
| 연도        | 방송사  | 제목                            | 담당         | 진행기간                          | 비고                                                                                    |
| ----------- | ------- | ------------------------------- | ------------ | --------------------------------- | --------------------------------------------------------------------------------------- |
| 2005~2006   | KBS 1TV | 사랑의 리퀘스트                 | 공동 진행    | 2005년 11월 5일~ 2006년 11월 18일 | 김병찬 前 아나운서와 공동 진행                                                          |
| 2006~2007   | KBS 1TV | 사랑의 리퀘스트                 | 진행         | 2006년 11월 25일~2007년 4월 28일  | 남자 진행자 없이 여성 단독 진행                                                         |
| 2007        | KBS 1TV | 카네이션 기행                   | 진행         |                                   |                                                                                         |
| 2007~2008   | KBS 1TV | 세상은 넓다                     | 진행         | 2007년 4월 30일~2008년 12월 2일   |                                                                                         |
| 2007~2008   | KBS 1TV | 생로병사의 비밀                 | 공동 첫진행  | 2007년 5월 1일~2008년 3월 25일    | 193회~235회                                                                             |
| 2013~2018   | KBS 1TV | 생로병사의 비밀                 | 재진행       | 2013년 6월 12일~2018년 5월 23일   | 460회~ 649회 이후 단독 재진행                                                           |
| 2008        | KBS 1TV | 그 사람이 보고싶다              | 진행         | 2008년 2월 19일~2008년 11월 11일  |                                                                                         |
| 2008        | KBS 2TV | 1 대 100                        | 참가자       | 2008년 12월 9일                   | 82회《아나운서그룹(여자) 전체 100명 중 1명 도전자》                                     |
| 2008~2010   | KBS 1TV | KBS 뉴스 12                     | 진행         | 2008년 11월 17일~2010년 12월 17일 |                                                                                         |
| 2024        | KBS 1TV | KBS 뉴스 12                     | 임시진행     | 2024년 8월 5일                    |                                                                                         |
| 2010        | KBS 1TV | 역사스페셜                      | 진행         |                                   |                                                                                         |
| 2011~2013   | KBS 1TV | KBS 뉴스라인                    | 진행         | 2011년 1월 3일~2013년 4월 5일     | 2011년 신년특집                                                                         |
| 2011~2012   | KBS 1TV | 클래식 오디세이                 | 진행         | 2011년 11월 9일~2012년 10월 31일  |                                                                                         |
| 2013        | KBS 1TV | KBS 뉴스 9                      | 진행         | 2013년 4월 13일~2013년 10월 20일  | 주말                                                                                    |
| 2023        | KBS 1TV | KBS 뉴스 9                      | 임시진행     | 2023년 12월 23일~2023년 12월 24일 | 주말                                                                                    |
| 2014        | KBS 1TV | 미디어 인사이드                 | 내레이션     |                                   | 녹취 기록 내레이션                                                                      |
| 2013~2014   | KBS 1TV | 국악의 향기                     | 진행         | 2013년 10월 22일~2014년 5월 27일  |                                                                                         |
| 2015~2016   | KBS 1TV | KBS 뉴스 7                      | 진행         | 2015년 1월 2일~2016년 4월 22일    |                                                                                         |
| 2015        | KBS 1TV | 다큐공감                        | 내레이션     | 2015년 6월 27일                   | 108회 6.25 특집, 그 겨울의 바다는 추웠다                                                |
| 2017~2018   | KBS 2TV | KBS 글로벌 24                   | 진행         | 2017년 1월 2일~2018년 3월 23일    |                                                                                         |
| 2020~2022   | KBS 2TV | 굿모닝 대한민국 라이브          | 진행         | 2020년 7월 6일~2022년 5월 5일     | 월~목요일                                                                               |
| 2021        | KBS 1TV | 무엇이든 물어보세요             | 임시 진행    | 2021년 12월 1일~2021년 12월 2일   | 물만 잘 마셔도 혈당, 혈압 잡을 수 있다 건강수 ~ 겨울에 먹어야 효과 2배, 소고기의 재발견 |
| 2022        | KBS 1TV | KBS 뉴스 2                      | 임시 진행    | 2022년 6월 27일~2022년 7월 1일    |                                                                                         |
| 2022        | KBS 1TV | 6시 내고향                      | 첫진행       | 8월 22일~12월 30일                | 7601회~7681회(송년특집)                                                                 |
| 2022~2023   | KBS 1TV | 6시 내고향                      | 안내자       | 2022년 9월 1일~2023년 1월 13일    | 7608회(신년특집)~7891회 (상품소개)                                                      |
| 2025~       | KBS 1TV | 6시 내고향                      | 재진행       | 2025년 4월 1일 ~ 현재             | 8251회 ~                                                                                |
| 2025~       | KBS 1TV | 6시 내고향                      | 안내자       | 2025년 4월 1일~ 현재              | 8251회 ~                                                                                |
| 2023        | KBS 2TV | KBS 아침뉴스타임                | 임시 진행    | 2023년 3월 3일~2023년 3월 8일     | 김씨 여자 아나운서 2번째 임시 진행                                                      |
| 2023~2025   | KBS 1TV | KBS 뉴스 930                    | 진행         | 2023년 3월 20일~2025년 2월 28일   | [ 7 ]                                                                                   |
| 2023        | KBS 1TV | KBS 뉴스특보                    | 특별앵커     | 5월 11일                          | 오전 11시 방송분                                                                        |
| 2023        | KBS 1TV | KBS 뉴스특보                    | 특별앵커     | 6월 15일                          | 오전 11시 방송분                                                                        |
| 2023        | KBS 1TV | KBS 뉴스특보                    | 특별앵커     | 7월 18일~7월 20일                 | 오전 11시 방송분                                                                        |
| 2023        | KBS 1TV | KBS 뉴스특보                    | 특별앵커     | 8월 2일~8월 4일                   | 오전 11시 방송분                                                                        |
| 2023        | KBS 1TV | KBS 뉴스특보                    | 특별앵커     | 8월 8일~ 8월 9일                  | 오전 11시 방송분                                                                        |
| 2023        | KBS 1TV | KBS 뉴스특보                    | 특별앵커     | 7월 14일                          | 오전 9시 30분 방송분                                                                    |
| 2023        | KBS 1TV | KBS 뉴스특보                    | 특별앵커     | 7월 17일~7월 18일                 | 오전 9시 30분 방송분                                                                    |
| 2023        | KBS 1TV | KBS 뉴스특보                    | 특별앵커     | 5월 31일                          | 오전 10시 30분~11시 방송분                                                              |
| 2023        | KBS 1TV | KBS 뉴스특보                    | 특별앵커     | 7월 28일                          | 오전 10시 30분~11시 방송분                                                              |
| 2023        | KBS 1TV | KBS 뉴스특보                    | 특별앵커     | 7월 17일                          | 오전 10시 55분 ~11시 방송분                                                             |
| 2023        | KBS 1TV | KBS 뉴스특보                    | 특별앵커     | 8월 17일                          | 오전 10시 25분 ~ 10시 40분 방송분                                                       |
| 2023        | KBS 1TV | 남북의 창                       | 임시 진행    | 2023년 11월 18일                  | 토요일                                                                                  |
| 2024 ~ 2025 | KBS 2TV | 생방송 굿모닝 대한민국          | 진행         | 2024년 12월 7일 ~ 2025년 5월 17일 | 토요일                                                                                  |
| 2025        | KBS 1TV | 아침마당 (본사 제작)            | 진행취소     | 3월 10일                          | 9858회 [명불허전] 연예계 소문난 삼총사(진행취소)                                        |
| 2025        | KBS 1TV | 아침마당 (본사 제작)            | 임시진행취소 | 7월 28일                          | 9953회 [명불허전] <나는 대한민국 명장이다!>(이후)(임시진행취소)                         |
| 2025        | KBS 1TV | 특별생방송 산불 함께 이겨냅시다 | 특별진행     | 3월 31일                          | [ 15 ]                                                                                  |

### 라디오
- KBS 제1라디오 : 라디오 전국일주 (2020년 7월 6일~2021년 2월 19일)
- KBS 제1라디오 : 생방송 주말 저녁입니다 (2020년 추후 이후 당시 기준) (OP 및 오프닝 안내/고지자)

## 수상
- 2013년 자랑스러운 중앙언론인상

## 같이 보기
- 박사임
- 고민정
- 박지윤(30기)
- 박현선
- 위서현(29기)
- 노현정